# Los Angeles Film Critics Association Awards/Beste Kamera
Seit 1975 wird bei den Los Angeles Film Critics Association Awards der Film mit der Besten Kamera geehrt.

## Preisträger
Anmerkungen: In manchen Jahren gab es ein ex-aequo-Ergebnis und somit zwei Gewinner. Seit 2004 werden auch die zweitplatzierten Kameraleute von der LAFCA-Jury veröffentlicht.
| Jahr | Preisträger/-in                         | Film                                            | Deutscher Titel                                 |
| ---- | --------------------------------------- | ----------------------------------------------- | ----------------------------------------------- |
| 1975 | John Alcott                             | Barry Lyndon                                    | Barry Lyndon                                    |
| 1976 | Haskell Wexler                          | Bound for Glory                                 | Dieses Land ist mein Land                       |
| 1977 | Douglas Slocombe                        | Julia                                           | Julia                                           |
| 1978 | Néstor Almendros                        | Days of Heaven                                  | In der Glut des Südens                          |
| 1979 | Caleb Deschanel                         | The Black Stallion                              | Black, der schwarze Blitz                       |
| 1980 | Ghislain Cloquet Geoffrey Unsworth      | Tess                                            | Tess                                            |
| 1981 | Vittorio Storaro                        | Reds                                            | Reds                                            |
| 1982 | Jordan Cronenweth                       | Blade Runner                                    | Blade Runner                                    |
| 1983 | Sven Nykvist                            | Fanny and Alexander                             | Fanny und Alexander                             |
| 1984 | Chris Menges                            | The Killing Fields                              | The Killing Fields – Schreiendes Land           |
| 1985 | David Watkin                            | Out of Africa                                   | Jenseits von Afrika                             |
| 1986 | Chris Menges                            | The Mission                                     | Mission                                         |
| 1987 | Vittorio Storaro                        | The Last Emperor                                | Der letzte Kaiser                               |
| 1988 | Henri Alekan                            | Der Himmel über Berlin                          | Der Himmel über Berlin                          |
| 1989 | Michael Ballhaus                        | The Fabulous Baker Boys                         | Die fabelhaften Baker Boys                      |
| 1990 | Michael Ballhaus                        | Goodfellas                                      | GoodFellas – Drei Jahrzehnte in der Mafia       |
| 1991 | Roger Deakins                           | Barton Fink Homicide                            | Barton Fink Homicide                            |
| 1992 | Zhao Fai                                | Da hong denglong gaogao gua                     | Rote Laterne                                    |
| 1993 | Janusz Kamiński                         | Schindler’s List                                | Schindlers Liste                                |
| 1993 | Stuart Dryburgh                         | The Piano                                       | Das Piano                                       |
| 1994 | Stefan Czapsky                          | Ed Wood                                         | Ed Wood                                         |
| 1995 | Le Yue                                  | Yao a yao yao dao waipo qiao                    | Shanghai Serenade                               |
| 1996 | Chris Menges Michael Collins John Seale | The English Patient                             | Der englische Patient                           |
| 1997 | Dante Spinotti                          | L.A. Confidential                               | L.A. Confidential                               |
| 1998 | Janusz Kamiński                         | Saving Private Ryan                             | Der Soldat James Ryan                           |
| 1999 | Dante Spinotti                          | The Insider                                     | Insider                                         |
| 2000 | Peter Pau                               | 臥虎藏龍 (Wòhǔ Cánglóng)                        | Tiger and Dragon                                |
| 2001 | Roger Deakins                           | The Man Who Wasn’t There                        | The Man Who Wasn’t There                        |
| 2002 | Edward Lachman                          | Far from Heaven                                 | Dem Himmel so fern                              |
| 2003 | Eduardo Serra                           | Girl with a Pearl Earring                       | Das Mädchen mit dem Perlenohrring               |
| 2004 | Dion Beebe Paul Cameron                 | Collateral                                      | Collateral                                      |
| 2005 | Robert Elswit                           | Good Night, and Good Luck.                      | Good Night, and Good Luck.                      |
| 2006 | Emmanuel Lubezki                        | Children of Men                                 | Children of Men                                 |
| 2007 | Janusz Kamiński                         | Le scaphandre et le papillon                    | Schmetterling und Taucherglocke                 |
| 2008 | Nelson Yu Lik-wai                       | 三峡好人 (Sānxiá hǎorén)                        | Still Life                                      |
| 2009 | Christian Berger                        | Das weiße Band – Eine deutsche Kindergeschichte | Das weiße Band – Eine deutsche Kindergeschichte |
| 2010 | Matthew Libatique                       | Black Swan                                      | Black Swan                                      |
| 2011 | Emmanuel Lubezki                        | The Tree of Life                                | The Tree of Life                                |
| 2012 | Roger Deakins                           | Skyfall                                         | Skyfall                                         |
| 2013 | Emmanuel Lubezki                        | Gravity                                         | Gravity                                         |
| 2014 | Emmanuel Lubezki                        | Birdman                                         | Birdman                                         |
| 2015 | John Seale                              | Mad Max: Fury Road                              | Mad Max: Fury Road                              |
| 2016 | James Laxton                            | Moonlight                                       | Moonlight                                       |
| 2017 | Dan Laustsen                            | The Shape of Water                              | Shape of Water – Das Flüstern des Wassers       |
| 2018 | Alfonso Cuarón                          | Roma                                            | Roma                                            |
| 2019 | Claire Mathon                           | Portrait de la jeune fille en feu Atlantique    | Porträt einer jungen Frau in Flammen Atlantique |
| 2020 | Shabier Kirchner                        | Small Axe (Filmreihe)                           | nicht bekannt                                   |
| 2021 | Ari Wegner                              | The Power of the Dog                            | The Power of the Dog                            |
| 2022 | Michał Dymek                            | IO                                              | EO                                              |
| 2023 | Robbie Ryan                             | Poor Things                                     | Poor Things                                     |

## Zweitplatzierte Kameraleute
1. ↑  2004 belegte Zhao Xiaoding für House of Flying Daggers einen zweiten Platz
2. ↑  2005 belegten Chris Doyl, Kwan Pun Leung und Yiu-Fai Lai für 2046 einen zweiten Platz
3. ↑  2006 belegte Tom Stern für Flags of Our Fathers und Letters from Iwo Jima einen zweiten Platz
4. ↑  2007 belegte Robert Elswit für There Will Be Blood einen zweiten Platz
5. ↑  2008 belegte Anthony Dod Mantle für Slumdog Millionär einen zweiten Platz
6. ↑  2009 belegte Barry Ackroyd für Tödliches Kommando – The Hurt Locker einen zweiten Platz
7. ↑  2010 belegte Roger Deakins für True Grit einen zweiten Platz
8. ↑  2011 belegte Cao Yu für City of Life and Death – Das Nanjing Massaker einen zweiten Platz
9. ↑  2012 belegte Mihai Mălaimare Junior für The Master einen zweiten Platz
10. ↑  2013 belegte Bruno Delbonnel für Inside Llewyn Davis einen zweiten Platz
11. ↑  2014 belegte Dick Pope für Mr. Turner – Meister des Lichts einen zweiten Platz
12. ↑  2015 belegte Edward Lachman für Carol den zweiten Platz
13. ↑  2016 belegte Linus Sandgren für La La Land den zweiten Platz
14. ↑  2017 belegte Roger Deakins für Blade Runner 2049 den zweiten Platz
15. ↑  2018 belegte James Laxton für If Beale Street Could Talk den zweiten Platz
16. ↑  2019 belegte Roger Deakins für 1917 den zweiten Platz
17. ↑  2020 belegte Joshua James Richards für Nomadland den zweiten Platz
18. ↑  2021 belegte Greig Fraser für Dune den zweiten Platz